# Central Uruguay Railway Cricket Club
Central Uruguay Railway Cricket Club ili C.U.R.C.C. ugašeni je urugvajski športski klub koji je imao nogometnu i kriketsku momčad. Osnovali su britanski radnici na željeznici koji su se doselili u Urugvaj početkom 1890-ih godine. Klub je bio prethodnik današnjeg nogometnog kluba C.A. Peñarol, koji je jedan od najuspješnijih u zemlji.
Klub je osvojio pet naslova urugvajskog prvaka te deset naslova u urugvajskim nogometnim kupovima. Ugašen je 22. siječnja 1915.

## Osvojeni naslovi

### Domaći
- Prva urugvajska nogometna liga (5): 1900., 1901., 1905., 1907., 1911.
- Copa de Competencia (7): 1901., 1902., 1904., 1905., 1907., 1909., 1910.
- Copa de Honor (3): 1907., 1909., 1911.

### Međunarodni
- Copa de Honor Cousenier (2): 1909., 1911.[1]

## Poveznice
- C.A. Peñarol
- Britanci u Urugvaju

## Vanjske poveznice
- (šp.) Službene stranice nogometnog kluba C.A. Peñarol